# The Slaughter of Innocence, a Requiem for the Mighty
The Slaughter of Innocence, a Requiem for the Mighty is de tweede studio-uitgave (demo niet meegerekend) van de Engelse symfonische-blackmetalband Hecate Enthroned. Dit is het eerste volledige album van de band.
Het album kreeg kritiek omdat de stijl leek op de eerdere stijl van de band Cradle of Filth, zeker qua zangstijl. Zanger Jon Richard werkte eerder één jaar bij Cradle of Filth, hetgeen de overeenkomst verklaart.

## Bezetting
- Jon Richard - Zang en teksten
- Nigel - Gitaar
- Marc - Gitaar
- Paul Massey - Basgitaar
- Robert - Drums
- Michael - Keyboard

## Nummers
1. Goetia - 1:24
2. Beneath a December Twilight - 6:50
3. The Spell of the Winter Forest - 6:47
4. Affame in the Halls of Blasphemy - 5:41
5. A Monument for Eternal Martyrdom - 2:59
6. The Slaughter of Innocence, a Requiem for the Mighty - 4:49
7. The Haunted Gallows of Dawn - 3:38
8. Christfire - 4:18
9. Within the Ruins of Eden - 5:57
10. A Dance Macabre - 3:42
11. The Beckoning (An Eternity of Darkness) - 1:05